# 井上春達因碩
井上春達因碩（いのうえ しゅんたついんせき、1728年（享保13年） - 1784年（天明4年））は、江戸時代の囲碁棋士で、家元井上家七世井上因碩（相続時は六世、世系書き換え後は七世）。元の名は岡田春達。常陸国出身、井上春碩因碩門下、七段上手。

## 経歴
筑波郡小野村の百姓岡田太郎兵衛の子として生まれる。同じ常陸国生まれの林門利門入は伯父、2歳下の林転入門入は従弟にあたる。1750年(寛永3年)に23歳で春碩因碩の跡目となって井上春達を名乗り、御城碁初出仕、安井春哲仙角に先番4目勝。同年に初出仕した転入門入は、この頃は井上家に同居していた。1756年(宝暦6年)に本因坊察元の七段昇段の申し入れに対して、春達は察元と同手合であることをもって同時昇段を春碩、転入門入とともに主張、その後察元とはこの年に5局を打って、先番で2勝2敗、白番で1敗となったところで対局を取り止め、翌年再度の察元の要求を承諾することになる。
1768年(明和5年)の御城碁では、御好で春碩の最後の出仕の相手を務める。1771年(明和8年)に春碩の隠居により家督を相続して、七世井上因碩となる。
御城碁は通算で38局を勤めた。1773年(安永2年)に吉益因達を跡目とする。他に門下に服部因淑。

## 御城碁成績
- 1750年(寛延3年) 先番4目勝 安井春哲仙角
- 1751年(宝暦元年) 白番ジゴ 安井仙哲
- 1752年(宝暦2年) 白番2目負 安井春哲仙角
- 1753年(宝暦3年) 白番3目負 本因坊伯元
- 1754年(宝暦4年) 白番ジゴ 安井仙哲
- 1755年(宝暦5年) 先番3目勝 安井春哲仙角
- 1757年(宝暦7年) 先番3目勝 本因坊察元
- 1758年(宝暦8年) 白番4目負 安井春哲仙角
- 1759年(宝暦9年) 先番5目勝 安井仙哲
- 1760年(宝暦10年) 先番4目勝 安井春哲仙角
- 1761年(宝暦11年) 白番4目負 安井仙哲
- 1762年(宝暦12年) 先番3目勝 林祐元門入
- 1763年(宝暦13年) 白番1目負 安井仙哲
- 1764年(明和元年) 先番ジゴ 本因坊察元
- 1765年(明和2年) 先番3目勝 安井仙哲
- 1766年(明和3年) 白番8目負 安井仙哲
- 1768年(明和5年) 二子2目勝 本因坊察元
- 同年 先番4目負 井上春碩因碩
- 1769年(明和6年) 先番4目勝 安井仙哲
- 同年 向七子3目負 中坊金蔵
- 1770年(明和7年) 白番3目負 安井仙哲
- 同年 先番11目勝 林祐元門入
- 1771年(明和8年) 白番3目負 安井春哲仙角
- 同年 白番9目負 本因坊烈元
- 1772年(安永元年) 白番13目負 坂口仙徳
- 同年 白番5目勝 林祐元門入
- 1773年(安永2年) 先番中押負 本因坊察元
- 1774年(安永3年) 白番14目負 坂口仙徳
- 1776年(安永5年) 向三子中押負 林門悦
- 同年 先番中押勝 林祐元門入
- 1777年(安永6年) 白番3目負 安井仙哲
- 同年 白番8目負 本因坊烈元
- 1778年(安永7年) 白番中押負 本因坊烈元
- 同年 向二子16目負 林門悦
- 1780年(安永9年) 白番12目負 林祐元門入
- 同年 白番ジゴ 井上因達
- 1782年(天明2年) 先番中押負 林祐元門入
- 同年 向二子13目負 林門悦